# 朵渔
朵渔（1973年—），原名高照亮，出生于山东单县，中国现代诗人、学者。

## 生平
1994年毕业于北京师范大学中文系，现居天津。2000年参与发起“下半身”诗歌运动。现主编诗歌民刊《诗歌现场》。

## 主要作品
- 诗集《暗街》
- 诗集《高原上》
- 诗集《非常爱》
- 文集《意义把我们弄烦了》，人民文学出版社
- 文史随笔集《史间道》，天津人民出版社
- 文史随笔集《禅机》
- 文史随笔集《十张脸》
- 诗集《追蝴蝶》，
- 诗集《写小诗让人发愁》，上海人民出版社